# Stop Mensonges
Stop Mensonges (stopmensonges.com) est un blog complotiste créé fin décembre 2012 par Laurent Gouyneau.
En décembre 2019, son nom change et son url redirige depuis vers un site nommé Lumière sur Gaïa (lumieresurgaia.com). Le site se présente comme un « média indépendant des chercheurs de vérité francophones ».

## Historique

### Création
Stop Mensonges a été créé par Laurent Gouyneau (alias Laurent Freeman).
Laurent Gouyneau a travaillé dans l’informatique puis dans l’immobilier. Il a notamment monté une société d'informatique en Nouvelle-Calédonie, Neologis.com, enregistrée au registre du commerce d'Aix-en-Provence en 2005,.
Après un burn-out, Gouyneau créa son site Stop Mensonges, auquel il se consacre désormais à temps plein, rémunéré par des liens publicitaires. 

### Principe
Le site se présente comme un « média indépendant des chercheurs de vérité francophones ». 

### Renommage
En 2019, un tournant spirituel s’opère, et le site est rebaptisé Lumière sur Gaïa.
Le site connaît 450 000 visites par mois en 2020, mais il y est davantage question d’éveil et de méditation.

### Situation actuelle
Après un passage en 2020, à Breil-sur-Roya, il rejoint le Portugal avec ses fidèles.

## Controverses

### Propos négationnistes
On peut lire sur le site que « seuls quelques « massacres locaux » ont été commis par les nazis mais [que] l’existence de la Shoah n’est pas établie ». Le site fait aussi la promotion d’un ouvrage du négationniste Robert Faurisson,.

### Diffusion de données personnelles relatives à la franc-maçonnerie
En 2016, Gouyneau diffuse sur son site des documents confidentiels appartenant à des loges maçonniques, issues d'un piratage,. Il sera condamné à douze mois de prison, dont huit ferme, mais sans mandat de dépôt.

### SIDA
Le site relaie la théorie du complot selon laquelle le virus du SIDA aurait été créé en laboratoire.

### Attentats du 11 septembre
Selon le site, quinze des pirates de l'air des attentats du 11 septembre 2001 auraient été des agents de la CIA, le but pour le gouvernement des Etats-Unis de détruire le Moyen-Orient.

### Attentat contreCharlie Hebdo
Le site semble indiquer que l’attentat aurait été commandité par Israël. Il s’agirait alors de punir la France, qui a appuyé le projet de résolution sur l’État palestinien.
Des articles présents sur le site accusent aussi le gouvernement français d'être responsables de l'attaque et d'avoir bloqué l'enquête sur l'attentat.

### Dérives sectaires
L’Unadfi note également une « convergence inquiétante entre marché du bien-être, crise sanitaire, théories du complot et dérives sectaires ».

### Propos antivaccins
Le site est considéré par Conspiracy Watch comme faisant partie de « la sphère complotiste, proche de l'extrême droite ou évoluant dans la galaxie soralo-dieudonniste ».

### Tuerie de l'école primaire Sandy Hook
D'après le site : « Malgré sa mort il y a plus de deux ans [durant le massacre de Sandy Hook], Pozner [l'une des victimes] a également réussi à être immortalisé sur un mur dédié aux victimes du massacre de l’APSACS, selon une photo prise par l’Agence-France Presse. »

D'après Conspiracy Watch :
Vérification faite, aucune des 160 victimes recensées du massacre de l’école de Peshawar ne portait le nom de « Huzaifa Huxaifa » - ni même un nom s'en approchant. La solution du « mystère » pourrait s'avérer bien plus prosaïque que la thèse d’une cabale gigantesque qui s’étendrait du Connecticut aux contreforts de l'Hindou-Kouch. Sans intention maligne, la personne qui a réalisé le collage y aura tout simplement inclus la photo de Noah Pozner pour associer le destin des enfants martyrs du massacre de l’école militaire de Peshawar à celui des enfants martyrs du massacre de l’école Sandy Hook qui s’était produit exactement deux ans auparavant, à deux jours près (des commémorations venaient d'ailleurs d'avoir lieu aux Etats-Unis). Une fois posté sur Facebook, le montage des photos, comprenant celle de Noah Pozner, aura été reproduit et utilisé lors de manifestations commémoratives. Quant aux tags sous les images des écoliers décédés sur Facebook, rien n'indique qu'ils aient été ajoutés par des utilisateurs qui ne soient pas complètement étrangers au drame ni qu'ils aient la moindre signification.